# Jindřich V. z Lichtenštejna
Jindřich V. z Lichtenštejna (německy Heinrich V. von Liechtenstein, † před rokem 1418) byl rakouský šlechtic z rodu Lichtenštejnů, pán na hradě Liechtensteinu v Dolním Rakousku. Sloužil jako dvorský hofmistr.

## Život

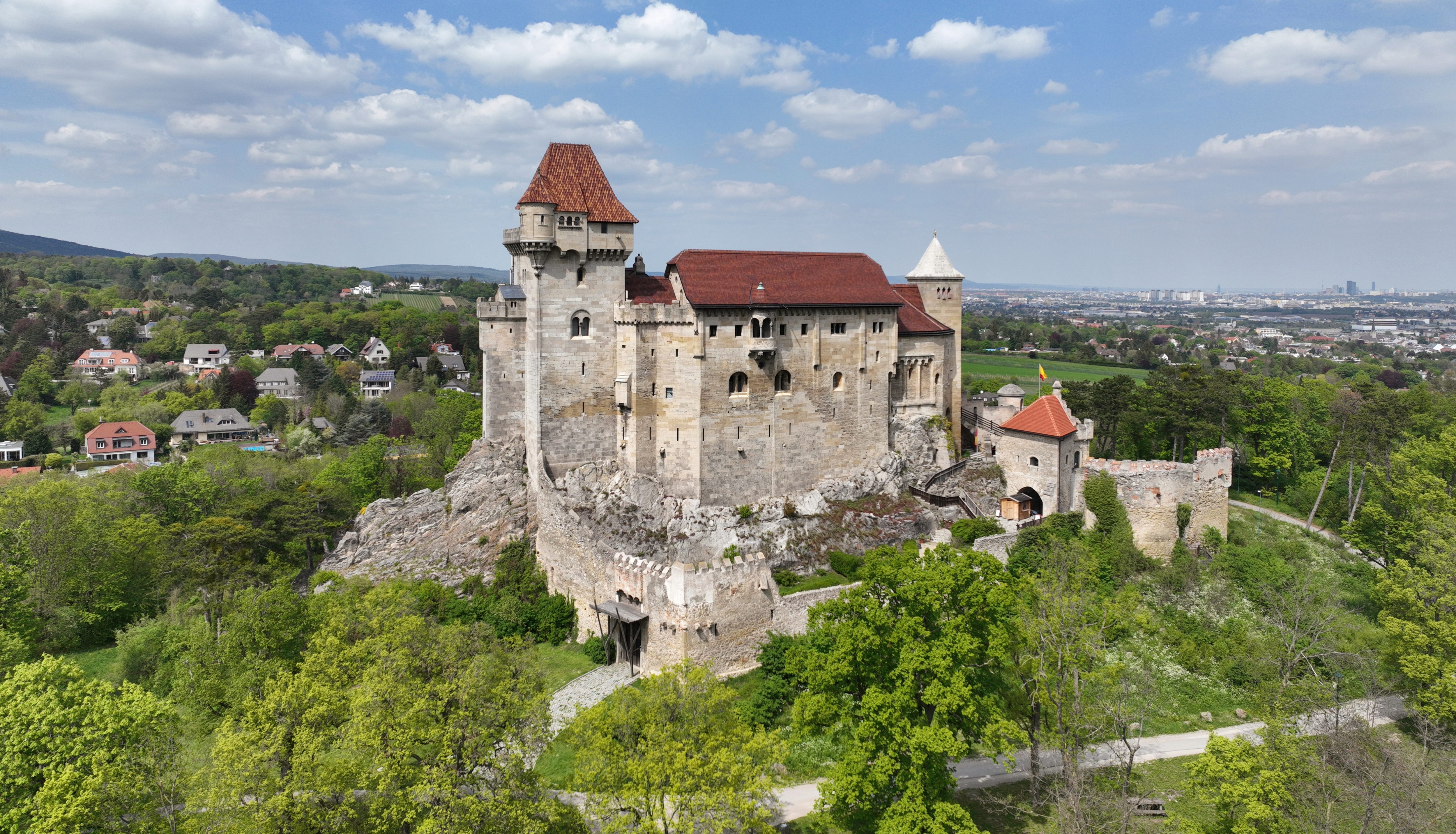
Hrad Liechtenstein v Dolním Rakousku

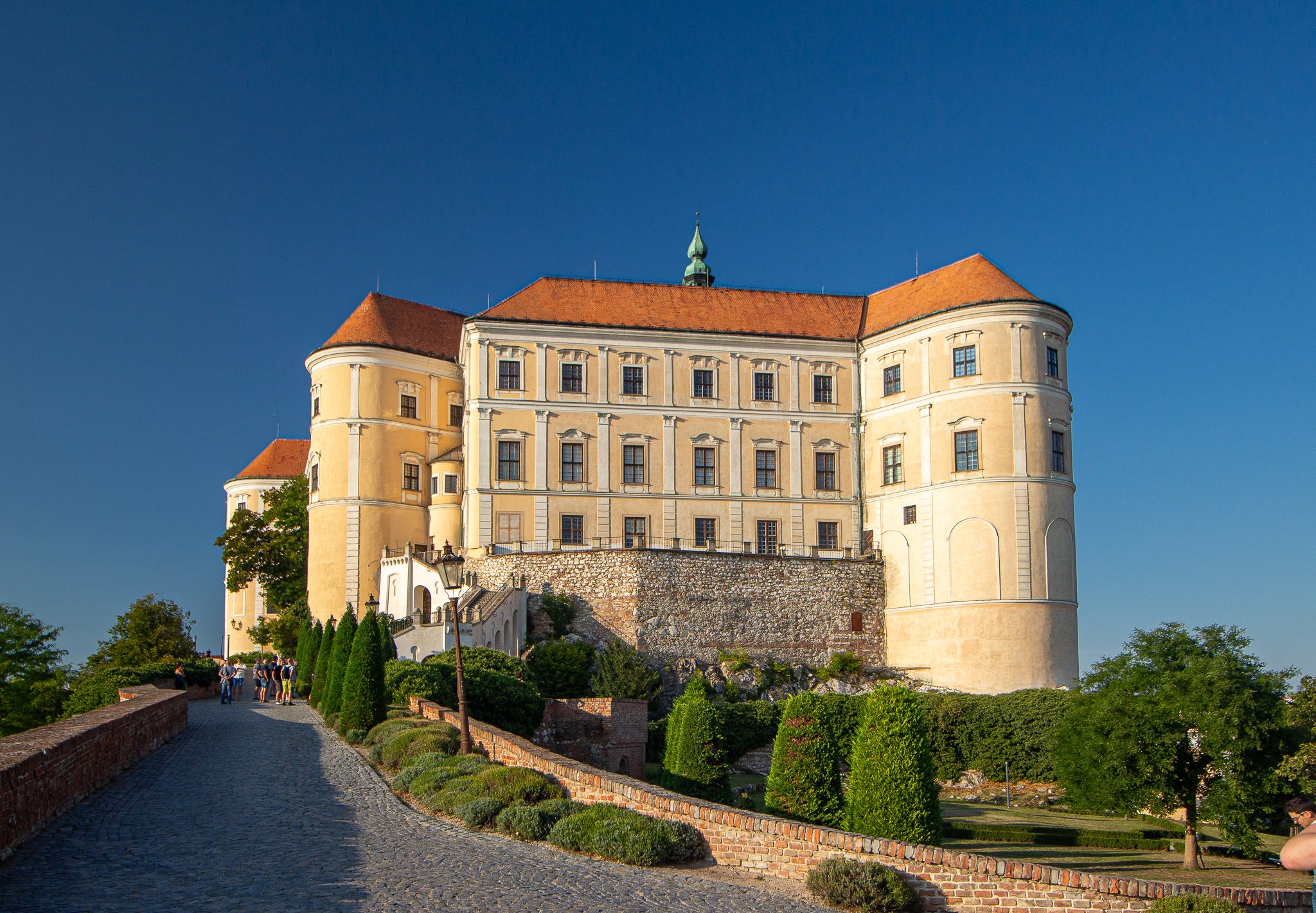
Mikulovský zámek na jižní Moravě

Narodil se jako syn Hartnýda staršího z Lichtenštejna († 1386) a jeho manželky Anny ze Šternberka († 1376). Měl bratra Matyáše († 1399), Jana II. († asi 1412) a Jiřího III. z Lichtenštejna († 1419), který byl knížetem-biskupem Tridentského biskupství. 
Jindřichů byl vnuk Hartnýda z Lichtenštejna a Agnes Heinzelové († 1353) a pravnukem Jindřicha II. z Lichtenštejna z Mikulova a jeho ženy Petrisy z Zelkingu († 1318). Jedním z jeho předků byl také Jindřich I. z Lichtenštejna († 1265/1266), který byl blízce spřízněn s českým králem Přemyslem Otakarem II., od něhož v roce 1249 obdržel hrad a panství Mikulov na jižní Moravě.

## Rodina
Jindřich byl dvakrát ženatý. Z prvního manželství s Doroteou z Eckstau se nenarodily žádné děti. 
Podruhé byl ženatý od roku 1414 s Annou z Zelkingu, dcerou Albrechta z Zelkingu a Anežky z Rohru.
- Kryštof z Lichtenštejna († 22. června 1445), pán z Lichtenštejna na Mikulově, císařský rada, se oženil s Annou z Puchheimu
- Jiří IV. z Lichtenštejna († 1444), pán na Lichtenštejnu a Mikulově, od 14. března 1423 ženatý s Hedvikou z Pottendorfu († 1449/1457)[3]

Ovdovělá Anna se po Jindřichově smrti podruhé provdala. V roce 1418 si vzala Rudolfa III. z Lichtenštejna-Murau († 1425/1426), syna Jana I. z Lichtenštejna-Murau († 1395) a Anny Ptujské († 1377). 
Anna z Zelkingu zemřela 14. října 1441 nebo 18. listopadu 1448. 